# Рати
Рати (санскр. रति, IAST: Ráti — «любовь»; «наслаждение») — в индуизме богиня любовной страсти, дочь Дакши и супруга Камы.
Согласно известному мифу, когда Шива испепелил Каму, Рати обратилась с мольбами к Парвати, и Шива возродил её мужа. Приняв облик смертной женщины, Рати вырастила Каму (родившегося в образе Прадьюмны, сына Кришны и Рукмини), затем открыла ему связывающие их узы, снова стала его женой и родила от него сына Анируддху.
Наряду с Камой, Рати занимает важное место в соответствующем культе. В Южной Индии проводятся особые церемонии, во время которых исполняется плач Рати по своему супругу.